# (ビス(トリフルオロアセトキシ)ヨード)ベンゼン
(ビス(トリフルオロアセトキシ)ヨード)ベンゼン（英語: (bis (trifluoroacetoxy) iodo) benzene）は、化学式が C6H5I(OCOCF3)2 と表される、有機化合物で使われる超原子価ヨウ素化合物である。この試薬はホフマン転位における酸修飾に用いられる。その1つの例はシクロブタンカルボキサミンのシクロブチルアミン塩酸塩への変換である。また、例えばジアゾ-チオケトンカップリングにおけるヒドラゾンのジアゾ化合物への変換を進行させる。また、チオアセタールを親カルボニル化合物に変換する。

## 合成
すべての超原子価ヨウ素アリール化合物の合成はヨードベンゼンから始まる。(ビス(トリフルオロアセトキシ)ヨード)ベンゼンは、ヨードベンゼンとトリフルオロ過酢酸とトリフルオロ酢酸の混合物の反応によって準備される。この合成法は過酢酸と酢酸の混合物を用いる(ジアセトキシヨード)ベンゼン (C6H5I(OAc)2) の合成に類似している。